# Beringomyia prava
Beringomyia prava là một loài ruồi trong họ Limoniidae. Chúng phân bố ở miền Cổ bắc.